# Tukotuko urugwajski
Tukotuko urugwajski (Ctenomys pearsoni) – gatunek gryzonia z rodziny tukotukowatych (Ctenomyidae). Występuje w Urugwaju na terenie departamentów Soriano, San Jose i Colonia. Występuje poniżej wysokości 200 m n.p.m.
Tukotuko urugwajskie podobnie jak pozostałe tukotukowate są roślinożercami. Chętnie zamieszkują piaszczyste wydmy. Na zachodzie zamieszkują tylko twarde gleby, ale na wschodzie mieszkają również w miękkich glebach, w pobliżu jezior i lagun. Lubią nadbrzeżne zarośla i łąki.
Tukotuko urugwajskie budują nory o dużym zróżnicowaniu, ale najczęściej nie tworzą jednego głównego korytarza ze stałą głębokością. Tunele mają średnio około 13 otworów (w zakresie od 5 do 24) mają długość od 70 do 130 cm. W każdym tunelu jest tylko jedno lub dwa gniazda.
Kolonie gatunku są rozdrobnione i rozsiane. Zazwyczaj nie przekraczają liczby 15–20 osobników na hektar.
Nazwa gatunkowa odnosi się do nazwiska zoologa Olivera Pearsona.